# Чокушев, Габдулхак Исхакович
Габдулхак Искакович Чокушев (1957-2014) — советский и казахстанский военный деятель, заместитель Главнокомандующего Национальной Гвардией Казахстана по технике и вооружению, заместитель председателя комитета МВД Казахстана, генерал-майор.

## Биография
Родился 25 октября 1957 года в семье рабочего в совхозе Чиликты Тарбагатайского района, Восточно-Казахстанской области.
В 1978 году окончил Алма-Атинское высшее общевойсковое командное училище имени Маршала Советского Союза И. С. Конева, после чего был направлен в г. Курчатов, где прошел службу от командира взвода до командира воинской части Министерства Обороны СССР.
С 1993 года - служил во Внутренних войсках МВД Республики Казахстан пройдя должности:
- заместитель командира воинской части, командир воинской части г. Курчатов
- заместитель командира соединения г. Усть-Каменогорск
- начальник управления тыла–заместитель начальника тыла Главного управления Командующего Внутренними войсками МВД Республики Казахстан
- заместитель Командующего Внутренними войсками по тылу–начальник тыла Комитета Внутренних войск МВД Республики Казахстан
- заместитель Командующего Внутренними войсками по технике и вооружению Комитета Внутренних войск МВД Республики Казахстан.

С 2004 по 2006 годы - командовал соединениями в городах Караганда и Алматы.
До апреля 2010 года исполнял обязанности заместителя начальника Главного штаба войск по специальным частям.
С мая 2013 года - заместитель Главнокомандующего Внутренними войсками по технике и вооружению–заместитель председателя Комитета Внутренних войск МВД Республики Казахстан.
С мая 2014 года заместитель Главнокомандующего Национальной гвардией по технике и вооружению–заместитель председателя Комитета МВД Республики Казахстан.
В 2005 году Указом Президента Республики Казахстан присвоено высшее воинское звание генерал-майор.
Умер 4 июня 2014 года.

## Награды
- Орден «Данк» II степени
- 16 медалей СССР, Российской Федерации и Республики Казахстан